# Fidelis Andria 2018 2022-2023
Questa voce raccoglie le informazioni riguardanti la Fidelis Andria 2018 nelle competizioni ufficiali della stagione 2022-2023.

## Stagione
La stagione 2022-2023 della Fidelis Andria sancisce una serie di stravolgimenti nella rosa della Fidelis, oltre che nell'organigramma societario. Gli arrivi del nuovo allenatore Mirko Cudini e del nuovo direttore sportivo Sandro Federico corrispondono ad un rifacimento totale della rosa biancazzurra che, ai nastri di partenza del campionato vede in Pietro Ciotti e Francesco Urso gli unici superstiti dell'organico giocatori che nella precedente stagione aveva conquistato la salvezza ai Play-out. Premesse queste per inquadrare una stagione che si presenta difficile, culminata con l'ultimo posto della classifica con 33 punti, gli stessi della Viterbese, che però è in vantaggio negli scontri diretti sulla squadra biancoazzurra, e quindi disputa i Play-out da penultima. Il verdetto decisivo arriva nell'ultima di campionato con i pugliesi avanti di 3 punti, la Viterbese vince in casa (2-1) con il Francavilla, mentre la Fidelis Andria perde a Latina (2-1). In questo modo si conclude la stagione dei pugliesi, con la retrocessione in Serie D. La Fidelis Andria ha raccolto 15 punti nel girone di andata e 18 nel girone di ritorno. Nella Coppa Italia di Serie C Fidelis Andria subito fuori a ottobre nel primo turno eliminatorio, sconfitta (1-0) ad Avellino.

## Divise e sponsor
Lo sponsor tecnico per la stagione 2022-2023 è Givova mentre gli sponsor ufficiali sono Cai Industries e 7Crocketts. La prima maglia adottata dalla squadra per la stagione 2022-23 è in classica tinta unita azzurra con una banda verticale biancazzurra a scorrere verticalmente sulla parte sinistra, dietro il logo ufficiale del club. La maglia da trasferta richiama lo stile di quella casalinga e si presenta in tinta unita bianca con richiami azzurri. Entrambi i kit hanno chiari riferimenti alle maglie indossate dalla Fidelis Andria negli anni Novanta, quelli della militanza in Serie B. La terza maglia, invece, si presenta in tinta unita rosa-arancio, con rappresentazione in nero del leone rampante in basso a destra.
| Casa | Trasferta | Terza divisa |

## Organigramma societario
Area direttiva
- Presidente: Aldo Roselli
- Consiglieri: Fabio Sperduti e Riccardo Dell'Olio

Area organizzativa
- Segretario generale: Riccardo Muraglia
- Team manager: Riccardo Chieppa

Area comunicazione
- Responsabile: Artsmedia
- Ufficio stampa: Carlo Leonetti

Area marketing
- Ufficio marketing: Artsmedia

Area tecnica
- Direttore sportivo: Sandro Federico
- Allenatore: Mirko Cudini
- Allenatore in seconda: Giuseppe Antognozzi
- Preparatore atletico: Francesco Negro
- Preparatore dei portieri: Giovanni Di Fiore

Area sanitaria
- Responsabile: Dr. Paolino Brindicci
- Medici sociali: Dr. Ciro Di Matteo, Dr. Pierfrancesco Di Masi, Dr. Francesco Bruno
- Massaggiatori: Valerio De Liso, Raffaele Lombardi

## Calciomercato

### Sessione estiva (luglio-settembre 2022)
| Acquisti         | Acquisti                | Acquisti           | Acquisti        |
| R.               | Nome                    | da                 | Modalità        |
| ---------------- | ----------------------- | ------------------ | --------------- |
| P                | Emanuele Zamarion       | Campobasso         | definitivo      |
| P                | Alberto Savini          | AlbinoLeffe        | definitivo      |
| D                | Alessio Milillo         | Mantova            | definitivo      |
| D                | Alessandro Dalmazzi     | Campobasso         | definitivo      |
| D                | Cristian Hadžiosmanović | Teramo             | definitivo      |
| D                | Daniele Mariani         | Real Normanna      | non disponibile |
| D                | Fabio Delvino           | Virtus Francavilla | non disponibile |
| D                | Matteo Pinelli          | Sassuolo           | prestito        |
| D                | Luca Ercolani           |                    | svincolato      |
| D                | Cristian Fabriani       |                    | svincolato      |
| C                | Simone Paolini          | Pistoiese          | definitivo      |
| C                | Kevin Candellori        | Campobasso         | definitivo      |
| C                | Gianmarco Alba          | Seregno            | definitivo      |
| C                | Andrea Arrigoni         | Teramo             | definitivo      |
| C                | Endri Zenelaj           | Sassuolo           | non disponibile |
| C                | Antonio Fois            | Gelbison           | non disponibile |
| C                | Malik Djibril           | L.R. Vicenza       | prestito        |
| A                | Lorenzo Persichini      | Team Nuova Florida | definitivo      |
| A                | Don Bolsius             | Fermana            | definitivo      |
| A                | Leon Sipos              | Spartaks Jūrmala   | prestito        |
| A                | Giovanni Mercurio       | Bari               | prestito        |
| A                | Alessandro Orfei        | SPAL               | prestito        |
| A                | Fabian Pavone           | Parma              | prestito        |
| Altre operazioni |                         |                    |                 |
| R.               | Nome                    | da                 | Modalità        |
| D                | Vito Lacassia           | Bitonto            | fine prestito   |

| Cessioni         | Cessioni           | Cessioni           | Cessioni        |
| R.               | Nome               | a                  | Modalità        |
| ---------------- | ------------------ | ------------------ | --------------- |
| P                | Umberto Saracco    | Audace Cerignola   | definitivo      |
| P                | Romeo Paparesta    |                    | svincolato      |
| P                | Filippo Vandelli   |                    | svincolato      |
| D                | Alex Benvenga      | Gallipoli          | definitivo      |
| D                | Matteo Legittimo   | Potenza            | definitivo      |
| D                | Vito Lacassia      | Team Altamura      | definitivo      |
| D                | Raffaele Alcibiade | Sangiuliano City   | definitivo      |
| D                | Leonardo Nunzella  | Alessandria        | definitivo      |
| D                | Cristian Riggio    | Viterbese          | non disponibile |
| C                | Danilo Gaeta       | Cavese             | definitivo      |
| C                | Mirko Bortoletti   | Chieri             | definitivo      |
| C                | Pasqualino Ortisi  | Casarano           | definitivo      |
| C                | Simone Bolognese   | Team Altamura      | definitivo      |
| C                | Andrea Risolo      | Virtus Francavilla | non disponibile |
| A                | Giacomo Casoli     | Casertana          | definitivo      |
| A                | Matteo Di Piazza   | Brindisi           | definitivo      |
| A                | Antonio Messina    | Legnago            | definitivo      |
| A                | Sergio Bubas       | Cavese             | definitivo      |
| A                | Lorenzo Sorrentino | Gelbison           | definitivo      |
| Altre operazioni |                    |                    |                 |
| R.               | Nome               | a                  | Modalità        |
| P                | Federico Donini    | Pistoiese          | fine prestito   |
| D                | Ilario Monterisi   | Lecce              | fine prestito   |
| D                | Mario De Marino    | Venezia            | fine prestito   |
| C                | Angelo Bonavolontà | Paganese           | fine prestito   |

### Sessione invernale(dal 03/01 al 31/01)[1]
| Acquisti | Acquisti             | Acquisti             | Acquisti        |
| R.       | Nome                 | da                   | Modalità        |
| -------- | -------------------- | -------------------- | --------------- |
| P        | Emanuele Polverino   | Bari                 | prestito        |
| D        | Jean Borg            | Valletta             | gratuito        |
| D        | Ciro De Franco       | AZ Picerno           | non disponibile |
| D        | Mario Finizio        | AZ Picerno           | non disponibile |
| D        | Edoardo Grosso       | Arzignano Valchiampo | prestito        |
| C        | Pedro Costa Ferreira | Potenza              | gratuito        |
| C        | Francesco Salandria  | Cavese               | gratuito        |
| C        | Claudiu Micovschi    | Avellino             | prestito        |
| C        | Andrea Marino        | Lazio                | prestito        |
| C        | Fabio Castellino     | Imolese              | prestito        |
| A        | Rodrigo Pastorini    | AD Cantolao          | gratuito        |
| A        | Joseph Ekuban        | Virtus Francavilla   | prestito        |
| A        | Danilo Ventola       | Ascoli               | prestito        |

| Cessioni         | Cessioni                | Cessioni             | Cessioni        |
| R.               | Nome                    | a                    | Modalità        |
| ---------------- | ----------------------- | -------------------- | --------------- |
| P                | Emanuele Zemelan        | -                    | rescissione     |
| D                | Cristian Fabiani        | Torres               | gratuito        |
| D                | Alessio Milillo         | Arzignano Valchiampo | non disponibile |
| D                | Cristian Hadziosmanovic | Potenza              | non disponibile |
| D                | Aldo Graziano           | FC Lamezia           | prestito        |
| C                | Francesco Urso          | Torres               | gratuito        |
| C                | Endri Zenelaj           | Empoli               | prestito        |
| C                | Giacomo Tulli           | Imolese              | prestito        |
| A                | Lorenzo Persichini      | Arezzo               | gratuito        |
| Altre operazioni |                         |                      |                 |
| R.               | Nome                    | a                    | Modalità        |
| A                | Leon Sipos              | Spartaks Jūrmala     | fine prestito   |
| A                | Giovanni Mercurio       | Bari                 | fine prestito   |

## Risultati

### Serie C

#### Girone di andata
| Andria 4 settembre 2022, ore 20:30 CEST 1ª giornata | Fidelis Andria   | 0 – 0 | Potenza | Stadio Degli Ulivi (2 851 spett.)\| Arbitro: \| Galipò (Firenze) \| |
| Arbitro:                                            | Galipò (Firenze) |       |         |                                                                     |

| Arbitro: | Grasso (Ariano Irpino) |

|                   |           |                        |
| D'Uffizi 70’, 73’ | Marcatori | 35’ Urso 90+4’ Paolini |

| Arbitro: | Perri (Roma) |

|           |           |                        |
| Orfei 60’ | Marcatori | 19’ Neglia 45’ Malcore |

| Arbitro: | Giordano (Novara) |

|                |           |                |
| Guida 62’, 79’ | Marcatori | 57’ Candellori |

| Arbitro: | Maggio (Lodi) |

|          |           |           |
| Urso 33’ | Marcatori | 41’ Golfo |

| Arbitro: | Emmanuele (Pisa) |

|                         |           |              |
| Murilo 70’ Patierno 87’ | Marcatori | 19’ Dalmazzi |

| Arbitro: | Saia (Palermo) |

|  |           |                                             |
|  | Marcatori | 30’, 74’ Vandeputte 39’ Iemmello 45’ Biasci |

| Arbitro: | Scarpa (Collegno) |

|                                       |           |  |
| Cuppone 12’ Lescano 38’ (rig.), 45+1’ | Marcatori |  |

| Arbitro: | Nicolini (Brescia) |

|                                     |           |  |
| Paolini 2’ Bolsius 50’ Arrigoni 80’ | Marcatori |  |

| Arbitro: | Carrione (Castellammare di Stabia) |

|                                        |           |                |
| A. Rizzo 47’ Nicolao 53’ Petermann 64’ | Marcatori | 32’ Candellori |

| Pagani 30 ottobre 2022, ore 17:30 CET 11ª giornata | Gelbison         | 0 – 0 | Fidelis Andria | Stadio Marcello Torre (350 spett.)\| Arbitro: \| Andreano (Prato) \| |
| Arbitro:                                           | Andreano (Prato) |       |                |                                                                      |

| Arbitro: | Arena (Torre del Greco) |

|             |           |           |
| Bolsius 51’ | Marcatori | 34’ Falbo |

| Arbitro: | Delrio (Reggio Emilia) |

|                             |           |             |
| Pannitteri 58’ G. Gomez 74’ | Marcatori | 13’ Bolsius |

| Arbitro: | E. Longo (Cuneo) |

|              |           |  |
| Dalmazzi 34’ | Marcatori |  |

| Arbitro: | De Angeli (Milano) |

|                                   |           |  |
| Bolsius 14’ G. Tulli 90+5’ (rig.) | Marcatori |  |

| Torre del Greco 30 novembre 2022, ore 21:00 CET 16ª giornata | Turris             | 0 – 0 | Fidelis Andria | Stadio Amerigo Liguori (1 360 spett.)\| Arbitro: \| Virgilio (Trapani) \| |
| Arbitro:                                                     | Virgilio (Trapani) |       |                |                                                                           |

| Arbitro: | Sfira (Pordenone) |

|  |           |              |
|  | Marcatori | 82’ Pandolfi |

| Arbitro: | Turrini (Firenze) |

|             |           |  |
| Gambale 36’ | Marcatori |  |

| Arbitro: | Collu (Cagliari) |

|  |           |                                 |
|  | Marcatori | 34’, 54’ Sannipoli 58’ Riccardi |

#### Girone di ritorno
| Arbitro: | Di Marco (Ciampino) |

|                           |           |                     |
| Caturano 25’ Logoluso 84’ | Marcatori | 44’ (rig.) Arrigoni |

| Arbitro: | Tremolada (Monza) |

|              |           |              |
| Dalmazzi 15’ | Marcatori | 25’ Polidori |

| Arbitro: | Centi (Terni) |

|                       |           |  |
| Malcore 4’ Tascone 7’ | Marcatori |  |

| Andria 22 gennaio 2023, ore CET 23ª giornata | Fidelis Andria     | 0 – 0 | Taranto | Stadio degli Ulivi\| Arbitro: \| Bonacina (Bergamo) \| |
| Arbitro:                                     | Bonacina (Bergamo) |       |         |                                                        |

| Arbitro: | Luongo (Napoli) |

|                                      |           |             |
| Diop 6’ T. Ceccarelli 10’ Setola 81’ | Marcatori | 34’ Bolsius |

| Andria 1º febbraio 2023, ore CET 25ª giornata | Fidelis Andria     | 0 – 0 | Virtus Francavilla | Stadio degli Ulivi\| Arbitro: \| Frascaro (Firenze) \| |
| Arbitro:                                      | Frascaro (Firenze) |       |                    |                                                        |

| Arbitro: | Lovison (Padova) |

|                                                     |           |  |
| Scognamillo 28’ Iemmello 64’ (rig.), 70’ Cianci 85’ | Marcatori |  |

| Andria 12 febbraio 2023, ore CET 27ª giornata | Fidelis Andria    | 0 – 0 | Pescara | Stadio degli Ulivi\| Arbitro: \| Giordano (Novara) \| |
| Arbitro:                                      | Giordano (Novara) |       |         |                                                       |

| Messina 19 febbraio 2023, ore CET 28ª giornata | Messina         | 0 – 0 | Fidelis Andria | Stadio San Filippo-Franco Scoglio\| Arbitro: \| Kumara (Verona) \| |
| Arbitro:                                       | Kumara (Verona) |       |                |                                                                    |

| Arbitro: | Calzavara (Varese) |

|  |           |              |
|  | Marcatori | 60’ Ogunseye |

| Andria 5 marzo 2023, ore CET 30ª giornata | Fidelis Andria      | 1 – 1 | Gelbison | Stadio degli Ulivi\| Arbitro: \| Milone (Taurianova) \| |
| Arbitro:                                  | Milone (Taurianova) |       |          |                                                         |

| Arbitro: | Mastrodomenico (Matera) |

|             |           |                            |
| Starita 85’ | Marcatori | 59’ Paolini 88’ Castellano |

| Andria 15 marzo 2023, ore CET 32ª giornata | Fidelis Andria              | 0 – 0 | Crotone | Stadio degli Ulivi\| Arbitro: \| Bordin (Bassano del Grappa) \| |
| Arbitro:                                   | Bordin (Bassano del Grappa) |       |         |                                                                 |

| Pontedera 19 marzo 2023, ore CET 33ª giornata | Monterosi Tuscia  | 0 – 0 | Fidelis Andria | Stadio Ettore Mannucci\| Arbitro: \| Burlando (Genova) \| |
| Arbitro:                                      | Burlando (Genova) |       |                |                                                           |

| Arbitro: | Bozzetto (Bergamo) |

|                                                             |           |                                              |
| Scognamiglio 27’ Sorrentino 31’ La Monica 78’ Salvemini 89’ | Marcatori | 14’ Micovschi 36’ Bolsius 51’ (rig.) Ventola |

| Arbitro: | Scatena (Avezzano) |

|                  |           |  |
| Bolsius 67’, 83’ | Marcatori |  |

| Arbitro: | Milone (Taurianova) |

|              |           |                    |
| M. Volpe 65’ | Marcatori | 58’ Costa Ferreira |

| Arbitro: | Tremolada (Monza) |

|              |           |  |
| Dalmazzi 75’ | Marcatori |  |

| Arbitro: | Bonacina (Bergamo) |

|                        |           |            |
| Ganz 15’ Carissoni 63’ | Marcatori | 8’ Ventola |

### Coppa Italia Serie C
| Arbitro: | Zanotti (Rimini) |

|               |           |  |
| Zanandrea 79’ | Marcatori |  |

## Statistiche
Statistiche aggiornate al 3 dicembre 2022

### Statistiche di squadra
| Competizione         | Punti | In casa | In casa | In casa | In casa | In casa | In casa | In trasferta | In trasferta | In trasferta | In trasferta | In trasferta | In trasferta | Totale | Totale | Totale | Totale | Totale | Totale | DR  |
| Competizione         | Punti | G       | V       | N       | P       | Gf      | Gs      | G            | V            | N            | P            | Gf           | Gs           | G      | V      | N      | P      | Gf     | Gs     | DR  |
| -------------------- | ----- | ------- | ------- | ------- | ------- | ------- | ------- | ------------ | ------------ | ------------ | ------------ | ------------ | ------------ | ------ | ------ | ------ | ------ | ------ | ------ | --- |
| Serie C              | 15    | 19      | 5       | 9       | 5       | 14      | 15      | 19           | 1            | 6            | 12           | 15           | 34           | 38     | 6      | 15     | 18     | 29     | 49     | -20 |
| Coppa Italia Serie C | 0     | 0       | 0       | 0       | 0       | 0       | 0       | 1            | 0            | 0            | 1            | 0            | 1            | 1      | 0      | 0      | 1      | 0      | 1      | -1  |
| Totale               | 15    | 19      | 5       | 9       | 5       | 14      | 15      | 20           | 1            | 6            | 13           | 15           | 35           | 39     | 6      | 15     | 18     | 29     | 50     | -29 |

### Andamento in campionato
| Giornata  | 1  | 2  | 3  | 4  | 5  | 6  | 7  | 8  | 9  | 10 | 11 | 12 | 13 | 14 | 15 | 16 | 17 | 18 | 19 | 20 | 21 | 22 | 23 | 24 | 25 | 26 | 27 | 28 | 29 | 30 | 31 | 32 | 33 | 34 | 35 | 36 | 37 | 38 |
| --------- | -- | -- | -- | -- | -- | -- | -- | -- | -- | -- | -- | -- | -- | -- | -- | -- | -- | -- | -- | -- | -- | -- | -- | -- | -- | -- | -- | -- | -- | -- | -- | -- | -- | -- | -- | -- | -- | -- |
| Luogo     | C  | T  | C  | T  | C  | T  | C  | T  | C  | T  | T  | C  | T  | C  | C  | T  | C  | T  | C  | T  | C  | T  | C  | T  | C  | T  | C  | T  | C  | C  | T  | C  | T  | T  | C  | T  | C  | T  |
| Risultato | N  | N  | P  | P  | N  | P  | P  | P  | V  | P  | N  | N  | P  | V  | V  | N  | P  | P  | P  | P  | N  | P  | N  | P  | N  | P  | N  | N  | P  | N  | V  | N  | N  | P  | V  | N  | V  | P  |
| Posizione | 11 | 12 | 15 | 17 | 17 | 19 | 20 | 20 | 18 | 20 | 19 | 20 | 20 | 19 | 18 | 18 | 18 | 18 | 18 | 18 | 18 | 19 | 19 | 19 | 19 | 20 | 20 | 20 | 20 | 20 | 20 | 20 | 20 | 20 | 20 | 20 | 19 | 20 |

Legenda:

Luogo: C = Casa; T = Trasferta. Risultato: V = Vittoria; N = Pareggio; P = Sconfitta.

### Statistiche dei giocatori
Sono in corsivo i calciatori che hanno lasciato la società a stagione in corso.
| Giocatore         | Serie C  | Serie C | Serie C     | Serie C    | Coppa Italia Serie C | Coppa Italia Serie C | Coppa Italia Serie C | Coppa Italia Serie C | Totale   | Totale | Totale      | Totale     |
| Giocatore         | Presenze | Reti    | Ammonizioni | Espulsioni | Presenze             | Reti                 | Ammonizioni          | Espulsioni           | Presenze | Reti   | Ammonizioni | Espulsioni |
| ----------------- | -------- | ------- | ----------- | ---------- | -------------------- | -------------------- | -------------------- | -------------------- | -------- | ------ | ----------- | ---------- |
| G. Alba           | 1        | 0       | 0           | 0          | 1                    | 0                    | 0                    | 0                    | 2        | 0      | 0           | 0          |
| A. Arrigoni       | 32       | 3       | 10          | 0          | 1                    | 0                    | 1                    | 0                    | 33       | 3      | 11          | 0          |
| D. Bolsius        | 37       | 8       | 5           | 0          | 1                    | 0                    | 0                    | 0                    | 38       | 8      | 5           | 0          |
| J. Borg           | 14       | 0       | 1           | 0          | 1                    | 0                    | 0                    | 0                    | 15       | 0      | 1           | 0          |
| K. Candellori     | 37       | 2       | 5           | 0          | 0                    | 0                    | 0                    | 0                    | 37       | 2      | 5           | 0          |
| F. Castellano     | 8        | 0       | 0           | 0          | 0                    | 0                    | 0                    | 0                    | 8        | 0      | 0           | 0          |
| P. Ciotti         | 26       | 0       | 6           | 0          | 1                    | 0                    | 0                    | 0                    | 27       | 0      | 6           | 0          |
| P. Costa Ferreira | 12       | 1       | 3           | 0          | 0                    | 0                    | 0                    | 0                    | 12       | 1      | 3           | 0          |
| A. Dalmazzi       | 36       | 4       | 9           | 1          | 0                    | 0                    | 0                    | 0                    | 36       | 4      | 9           | 1          |
| C. De Franco      | 11       | 0       | 2           | 0          | 0                    | 0                    | 0                    | 0                    | 11       | 0      | 2           | 0          |
| F. Delvino        | 22       | 0       | 7           | 0          | 0                    | 0                    | 0                    | 0                    | 22       | 0      | 7           | 0          |
| M. Djibril        | 23       | 0       | 3           | 0          | 1                    | 0                    | 0                    | 0                    | 24       | 0      | 3           | 0          |
| J. Ekuban         | 17       | 0       | 1           | 0          | 0                    | 0                    | 0                    | 0                    | 17       | 0      | 1           | 0          |
| L. Ercolani       | 3        | 0       | 0           | 0          | 0                    | 0                    | 0                    | 0                    | 3        | 0      | 0           | 0          |
| C. Fabriani       | 14       | 0       | 1           | 0          | 0                    | 0                    | 0                    | 0                    | 14       | 0      | 1           | 0          |
| M. Finizio        | 8        | 0       | 3           | 0          | 0                    | 0                    | 0                    | 0                    | 8        | 0      | 3           | 0          |
| A. Graziano       | 3        | 0       | 0           | 0          | 1                    | 0                    | 1                    | 0                    | 4        | 0      | 1           | 0          |
| C. Hadžiosmanović | 16       | 0       | 5           | 0          | 0                    | 0                    | 0                    | 0                    | 16       | 0      | 5           | 0          |
| D. Mariani        | 16       | 0       | 0           | 0          | 1                    | 0                    | 0                    | 0                    | 17       | 0      | 0           | 0          |
| A. Marino         | 7        | 0       | 1           | 0          | 0                    | 0                    | 0                    | 0                    | 7        | 0      | 1           | 0          |
| G. Mercurio       | 7        | 0       | 1           | 0          | 1                    | 0                    | 1                    | 0                    | 8        | 0      | 2           | 0          |
| C. Micovski       | 14       | 1       | 2           | 0          | 0                    | 0                    | 0                    | 0                    | 14       | 1      | 2           | 0          |
| A. Milillo        | 14       | 0       | 3           | 0          | 1                    | 0                    | 1                    | 0                    | 15       | 0      | 4           | 0          |
| A. Orfei          | 19       | 1       | 3           | 0          | 0                    | 0                    | 0                    | 0                    | 19       | 1      | 3           | 0          |
| S. Paolini        | 26       | 3       | 5           | 0          | 1                    | 0                    | 0                    | 0                    | 27       | 3      | 5           | 0          |
| R. Pastorini      | 7        | 0       | 0           | 0          | 0                    | 0                    | 0                    | 0                    | 7        | 0      | 0           | 0          |
| F. Pavone         | 25       | 0       | 2           | 0          | 1                    | 0                    | 0                    | 0                    | 26       | 0      | 2           | 0          |
| L. Persichini     | 10       | 0       | 1           | 0          | 0                    | 0                    | 0                    | 0                    | 10       | 0      | 1           | 0          |
| M. Pinelli        | 3        | 0       | 1           | 0          | 1                    | 0                    | 0                    | 0                    | 4        | 0      | 1           | 0          |
| E. Polverino      | 3        | -7      | 0           | 0          | 0                    | 0                    | 0                    | 0                    | 3        | -7     | 0           | 0          |
| F. Salandria      | 12       | 0       | 2           | 0          | 0                    | 0                    | 0                    | 0                    | 12       | 0      | 2           | 0          |
| A. Savini         | 20       | -20     | 5           | 0          | 1                    | -1                   | 0                    | 0                    | 21       | -21    | 5           | 0          |
| L. Sipos          | 17       | 0       | 2           | 0          | 1                    | 0                    | 0                    | 0                    | 18       | 0      | 2           | 0          |
| G. Tulli          | 3        | 1       | 1           | 0          | 0                    | 0                    | 0                    | 0                    | 3        | 1      | 1           | 0          |
| F. Urso           | 20       | 2       | 5           | 0          | 0                    | 0                    | 0                    | 0                    | 20       | 2      | 5           | 0          |
| F. Vandelli       | 8        | -7      | 1           | 0          | 0                    | 0                    | 0                    | 0                    | 8        | -7     | 1           | 0          |
| D. Ventola        | 14       | 2       | 1           | 0          | 0                    | 0                    | 0                    | 0                    | 14       | 2      | 1           | 0          |
| E. Zamarion       | 7        | -15     | 1           | 0          | 0                    | 0                    | 0                    | 0                    | 7        | -15    | 1           | 0          |
| E. Zenelaj        | 6        | 0       | 1           | 0          | 1                    | 0                    | 0                    | 0                    | 7        | 0      | 1           | 0          |

## Giovanili

### Organigramma
Area direttiva
- Responsabile: Mirko Cudini
- Coordinatore tecnico: Marco Di Vincenzo

Primavera
- Responsabile: Stefano Tota
- Coordinatore tecnico: Alfredo Piarulli